# (10814) Gnisvärd
(10814) Gnisvärd (1993 FW31) – planetoida z pasa głównego asteroid okrążająca Słońce w ciągu 5,65 lat w średniej odległości 3,17 j.a. Została odkryta 19 marca 1993 roku.